# Минимальная логика
Минимальная логика — это специальная логическая система, в которой при операциях с высказываниями не применяется ни закон исключённого третьего, ни то следствие, вытекающее из закона противоречия, по которому из противоречия следует всё что угодно.
С точки зрения всеобщей применимости минимальная логика является результатом пересмотра принципов классической логики.

## Логические символы
Знак → означает союз «Если…, то…», знак & означает союз «и», знак ∨ — означает союз «или» в соединительно-разделительном смысле,
¬B — означает отрицание В.

## Схемы аксиом
Минимальное исчисление высказываний, согласно Ю. А. Гастеву, определяется следующими схемами аксиом:
1) A → (B → A),
2) (A → В) → ((А → (В → С) → (А → С)),
3) А → (В → А & В),
4) (A & B) → A,
5) (А & В) → В,
6) А → (А ∨ В),
7) В → (А ∨ В),
8) (А → С) → ((В → С) → (А ∨ В → С)),
В минимальном исчислении высказываний можно доказать от противного отрицательные предложения, опираясь на «закон приведения к абсурду»:
9) (А → В) → ((А → ¬В) → ¬А).
Также как и в классической логике минимальное исчисление высказываний всегда может быть расширено до минимального исчисления предикатов. Такие системы описаны в качестве логической базы метатеории во многих работах по ультраинтуиционистскому обоснованию математики, а также в работах по искусственному интеллекту.

## Правила вывода
1. Modus ponens: {\displaystyle {\frac {A,\;(A\to B)}{B}}}.